# (6416) Nyukasayama
(6416) Nyukasayama est un astéroïde de la ceinture principale.

## Description
(6416) Nyukasayama est un astéroïde de la ceinture principale. Il fut découvert le 14 novembre 1993 à Nyukasa par Masanori Hirasawa et Shohei Suzuki. Il présente une orbite caractérisée par un demi-grand axe de 3,08 UA, une excentricité de 0,14 et une inclinaison de 1,7° par rapport à l'écliptique.

## Compléments